# Colisiones del aeropuerto de Cantón Baiyun de 1990
El 2 de octubre de 1990, un Boeing 737 secuestrado, que operaba el vuelo 8301 de Xiamen Airlines, chocó con otros dos aviones en las pistas del antiguo Aeropuerto Internacional de Guangzhou Baiyun (China), al intentar posarse. El avión secuestrado alcanzó un Boeing 707 estacionado de China Southwest Airlines, causando sólo pequeños daños, pero luego chocó con un Boeing 757 (vuelo 2812 de China Southwest Airlines) esperando para despegar. Un total de 128 personas murieron, incluyendo siete de los nueve miembros de la tripulación y 75 de 93 pasajeros en el vuelo 8301 y 46 de 110 pasajeros en el vuelo 2812.
El incidente fue el último secuestro fatal o intento de secuestro en suelo chino antes del vuelo 7554 de Tianjin Airlines el 29 de junio de 2012. Sigue siendo el tercer desastre aéreo más letal en China, después del vuelo 3943 de China Southern Airlines y el vuelo 2303 de China Northwest Airlines.
Fue el desastre aéreo más grave de 1990.

## Secuestro del vuelo 8301 de Xiamen Airlines

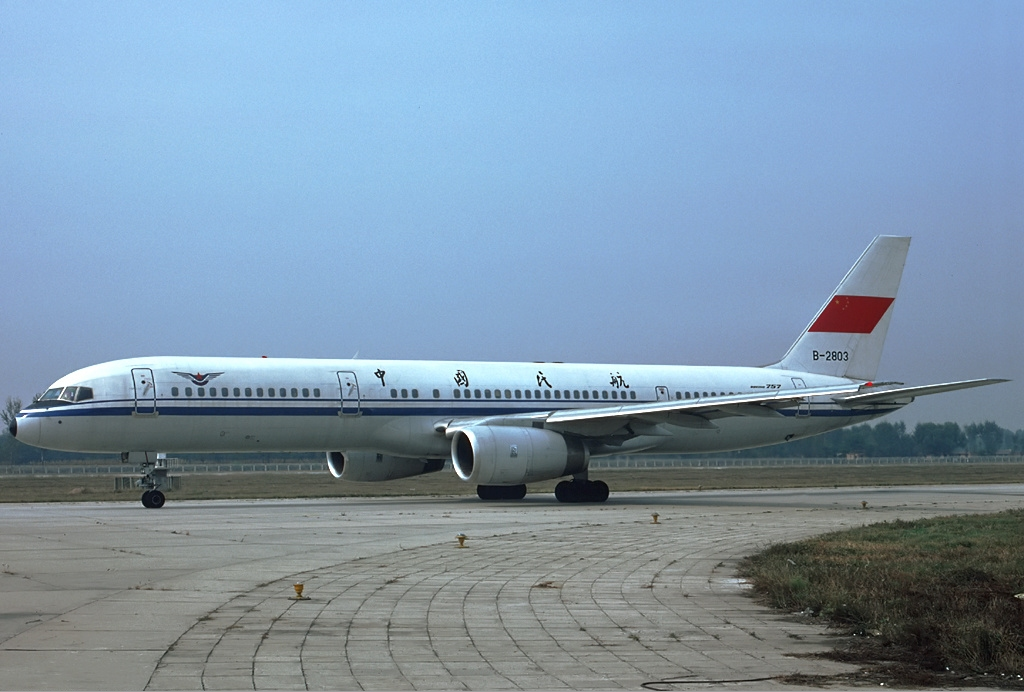
Un Boeing 757 de China Southern Airlines similar al avión accidentado.

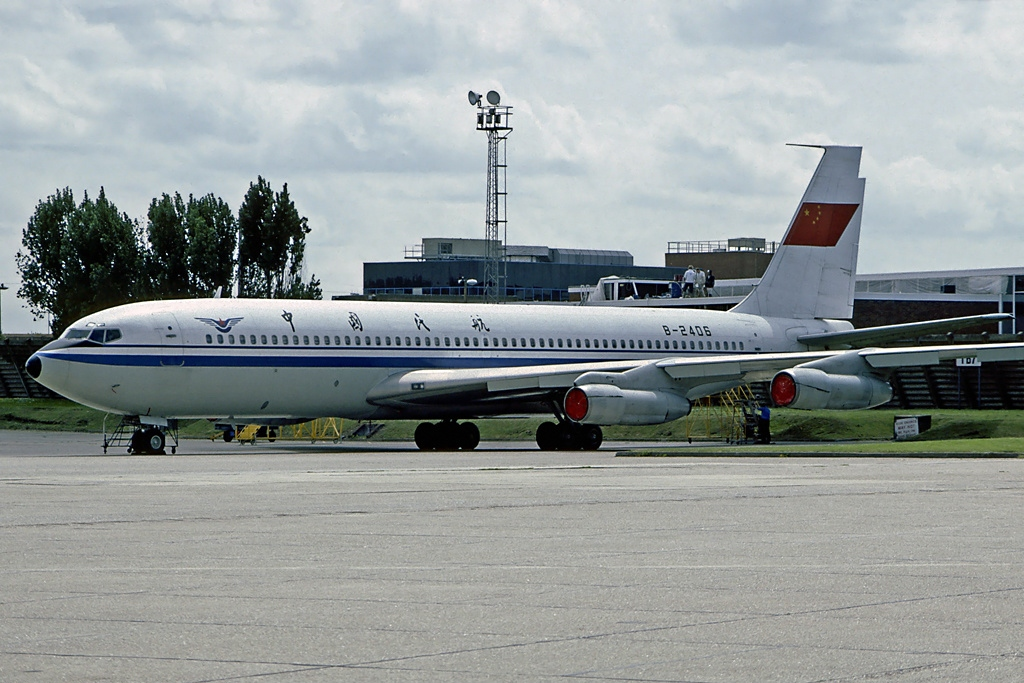
Un Boeing 707 de Southwest Airlines de China similar al avión accidentado.

El vuelo 8301 de Xiamen Airlines, con un Boeing 737-200, fue secuestrado por Jiang Xiaofeng (chino simplificado: 蒋晓峰; chino tradicional: 蔣曉峰; pinyin: Jiăng Xiăofēng, nacido el 11 de agosto de 1969 en el condado de Linli, provincia de Hunan) el martes 2 de octubre de 1990. Jiang, un agente de compras de 21 años de Hunan, China, buscaba asilo político en Taiwán.
Antes del secuestro y poco después de que el avión despegara de Xiamen, Jiang se acercó a la cabina, sosteniendo flores. Los guardias de seguridad lo dejan entrar; un artículo de Time dijo que los guardias probablemente lo dejaron pasar porque creían que Jiang estaba ofreciendo flores a los pilotos como un regalo del Festival de la Luna. El artículo afirma que, según los informes, una vez en la cabina del piloto, abrió su chaqueta para revelar lo que parecían ser explosivos atados a su pecho. El artículo agrega que Jiang ordenó a todos los miembros de la tripulación salir de la cabina, a excepción del piloto, Cen Longyu, a quien dirigió para volar a Taipéi, Taiwán. El piloto no cumplió, en lugar de continuar hacia el destino original de Guangzhou. Los informes de la agencia oficial de noticias Xinhua no explicaron por qué el piloto no accedió a la demanda de Jiang.
La comunicación con el vuelo se perdió. Finalmente fue restablecido por el aeropuerto de Guangzhou, que autorizó al piloto a aterrizar en cualquier aeropuerto disponible, dentro o fuera de China. El piloto declaró que el único otro aeropuerto donde la aeronave todavía tenía suficiente combustible para alcanzar era Hong Kong. Los controladores de vuelo de Guangzhou acordaron permitir que el avión aterrice en Hong Kong, reabastecerse de combustible y proceder a Taipéi. Jiang se negó a permitir esto y amenazó con volar el avión si aterrizaba en Hong Kong. El piloto rodeó Guangzhou, intentando razonar con Jiang. Finalmente se vio obligado a aterrizar el avión cuando se encontró peligrosamente bajo en combustible.

## Colisión
Momentos antes del aterrizaje, Jiang logró tomar el control del avión del piloto. El 737 aterrizó a una velocidad excesiva, y esquivó un avión de China Southwest Airlines, un Boeing 707-3J6B estacionado, hiriendo levemente al piloto, que estaba en la cabina en ese momento. Aún incapaz de detenerse, el 737 fuera de control colisionó con el vuelo 2812 de China Southern Airlines, un Boeing 757 esperando partir hacia Shanghái, antes de voltearse sobre su espalda y detenerse.
En el 737 de Xiamen Airlines, murieron siete de los nueve tripulantes y 75 (incluidos 30 taiwaneses, tres personas de Hong Kong y un estadounidense) de los 93 pasajeros. En la aeronave China Southern 757, los 12 tripulantes sobrevivieron y 46 de 110 pasajeros murieron. De los pasajeros que murieron en el 757, ocho eran de Taiwán. Un total de 128 personas murieron en el desastre, incluido Jiang, el secuestrador del avión de Xiamen Airlines.